# Lockheed L-14 Super Electra
Il Lockheed L-14 Super Electra, comunemente indicato anche come Lockheed 14, era un aereo da trasporto passeggeri di linea bimotore, ad ala bassa ed impennaggio bideriva, sviluppato dall'azienda statunitense Lockheed Corporation nei tardi anni trenta e prodotto, oltre che dalla stessa, su licenza in Giappone dalla Tachikawa Hikōki KK.
Evoluzione ingrandita del precedente Lockheed L-10 Electra fu a sua volta base di sviluppo per successivi modelli dall'incrementata capacità di trasporto destinati sia al mercato dell'aviazione commerciale che quella militare.

## Storia del progetto
Nella seconda parte degli anni trenta la Lockheed Corporation decise di migliorare i modelli destinati all'aviazione commerciale per poter competere con i contemporanei Douglas DC-2 e Boeing 247 con un nuovo velivolo dalle incrementate capacità di trasporto passeggeri e merci. Il progetto fu affidato al proprio ufficio tecnico diretto da Don Palmer, che basandosi sul precedente L-10 Electra ne estrapolò una variante dalle maggiori dimensioni in grado di accogliere 14 passeggeri, quattro in più rispetto al modello da cui derivava.
Il prototipo fu portato in volo per la prima volta il 29 luglio 1937 dal pilota collaudatore dell'azienda Marshall Headle. Le prime versioni del Super Electra avevano una coppia di motori radiali Pratt & Whitney R-1690 Hornet, e in seguito radiali Wright R-1820 Cyclone 9.
Complessivamente furono prodotti 114 esemplari. In Giappone, la Tachikawa Hikōki K.K., dopo aver ottenuto la licenza dalla Lockheed, ne costruì altri 119, con il nome di Tachikawa Type LO è identificato dagli alleati con il nome in codice "Thelma".

## Impiego operativo
L'L-14 entrò in servizio con la Northwest Airlines nell'ottobre del 1937. Fuori dagli Stati Uniti, il velivolo fu utilizzato dalla Aer Lingus (Irlanda), dalla BOAC (Gran Bretagna, dalla Union Airways e dalla National Airways Corporation (Nuova Zelanda).
Il modello 14 rappresentò la base per sviluppare il Lockheed Hudson, pattugliatore marittimo e bombardiere leggero usato dalla Royal Air Force, dall'USAAF, dalla United States Navy e da molte altre forze armate durante la Seconda guerra mondiale.

### Record
Nel maggio 1938, un equipaggio di piloti della LOT (Polonia) completò un volo sperimentale dagli Stati Uniti alla Polonia, usando un velivolo comprato dalla LOT e costruito dalla Lockheed in California (SP-LMK). L'equipaggio era formato da Waclaw Makowski (direttore della LOT e comandante del volo), Zbigniew Wysiekierski (copilota), Szymon Piskorz (meccanico e radionavigatore), Alfons Rzeczewski, (radionavigatore) e Jerzy Krassowski (assistente). L'equipaggio decollò da Burbank (il luogo dove venivano costruiti gli L-14), diretto a Varsavia, per una distanza di 24 850 km (13 400 nmi).
24.850 km. Il volò passò per gli stati dell'America centrale (Mazatlán, Città del Messico, Guatemala, Panama), del sud America (Lima, Santiago del Cile, Buenos Aires, Rio de Janeiro, Natal), quindi attraversò l'Atlantico verso l'Africa. In Africa si diresse verso est (Dakar, Casablanca, Tunisi), fino a raggiungere l'Italia e, in seguito, la Polonia. L'intero tragitto richiese 85 ore di volo, tra il 13 maggio e il 5 giugno. La traversata dell'Atlantico, da Natal in Brasile a Dakar in Africa, richiese 11 ore e 10 minuti per coprire la distanza di 3 070 km.
Howard Hughes fece il giro del mondo su un Super Electra (NX18973) con un equipaggio formato da altri quattro uomini: Harry Connor (copilota e navigatore), Tom Thurlow (navigatore), Richard Stoddart (operatore radio), Ed Lund (ingegnere di volo). Il volo iniziò il 10 luglio 1938 dal Floyd Bennett Field (il primo aeroporto di New York, oggi in disuso) e percorse le latitudini settentrionali più strette, attraversando Parigi, Mosca, Omsk, Jakutsk, Fairbanks, e Minneapolis, per poi tornare a New York, il 14 luglio, ricoprendo la distanza totale di 23 612 km (12 700 nmi).

## Utilizzatori

### Civili
Australia
- Guinea Airways
- Qantas Empire Airways

 Belgio
- SABENA (in Africa)
- John Mahieu Aviation (postwar)

 Brasile
- Aerovias Brasil
- Linhas Aéreas Paulistas – LAP

 Canada
- Trans-Canada Air Lines
- Canadian Pacific Air Lines

 Francia
- Air Afrique (la compagnia aerea prebellica, non correlata con la compagnia postbellica che porta lo stesso nome)
- Air France

 Giappone
- Japan Air Transport (varianti giapponesi)
- Imperial Japanese Airways, dopo l'incorporazione della Japan Air Transport. (varianti giapponesi)

 Honduras
- TACA Airways System

 Indie orientali olandesi
- KNILM (Royal Netherlands Indian Airways)

 Irlanda
- Aer Lingus Teoranta

 Paesi Bassi
- KLM (operò soprattutto nei Caraibi nella divisione delle indie olandesi della KLM)

 Polonia
- Polskie Linie Lotnicze LOT (10 tra il 1938 e il 1940)

 Portogallo
- DETA Mozambique Airways (che operava nella colonia dell'Africa Orientale Portoghese, o Mozambico portoghese)

 Regno Unito
- British Airways Ltd. (da non confondere con la moderna compagnia aerea che porta lo stesso nome)
- British Overseas Airways Corporation (BOAC), dopo l'incorporazione della British Airways Ltd.

 Romania
- LARES (Liniile Aeriene Române Exploatate cu Statul)

 Stati Uniti
- Northwest Airlines
- Continental Air Lines
- Santa Maria Airlines

 Trinidad e Tobago
- British West Indian Airways

 Venezuela
- Línea Aeropostal Venezolana (LAV)

### Militari
Canada
- Royal Canadian Air Force

 Giappone
- Dai-Nippon Teikoku Rikugun Kōkū Hombu (varianti giapponesi)

 Stati Uniti
- United States Army Air Corps
- United States Army Air Forces
- United States Navy

 Sudafrica
- South African Air Force